# Zhang Daoling

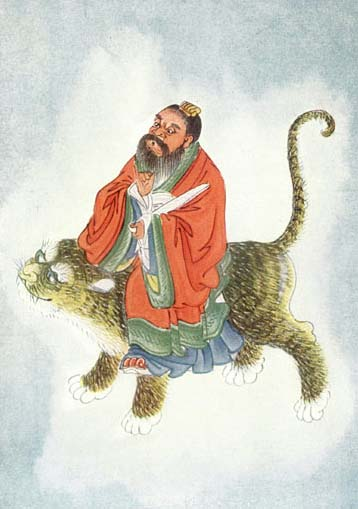
Zhang Daoling

Zhang Daoling (chinesisch 張道陵 / 张道陵, Pinyin Zhāng Dàolíng; geb. um 34 im Kreis Feng, heute Provinz Jiangsu; gest. um 156); auch Himmelsmeister Zhang (張天師 / 张天师,  Zhāng Tiānshī) genannt, gilt als Begründer des Himmelsmeister-Daoismus. Über seine Biographie ist kaum etwas bekannt, die Lebensdaten gelten als unsicher, und die Legenden um ihn stammen aus späteren Zeiten und Werken.
Zhang stammte aus dem Kreis Feng in der heutigen Provinz Jiangsu aus einer Familie kleiner Grundbesitzer. In dieser Region waren die Sagen über die Unsterblichkeitsinseln Penglai und die Lehren der Fangshi, der Unsterblichkeitssucher, sehr lebendig, und Zhang soll schon im Alter von sieben Jahren mit dem Daodejing vertraut gewesen sein. In der Hauptstadt der späteren Han in Luoyang soll er eine konfuzianische Ausbildung und Kenntnisse in Geographie, Astronomie und Orakelkunde erhalten haben. Im Jahr 59 erhielt er den Posten eines Kreisvorstehers, entschied sich aber gegen eine Beamtenlaufbahn und zog sich auf einen Berg zurück, um die Langlebigkeit zu studieren. Er sammelte Jünger um sich und begab sich später in die Provinz Sichuan, wo er im Verborgenen lebte und sich der Selbstkultivierung widmete. Im Jahre 142 soll ihm Laozi erschienen sein, der ihm das rechtmäßige Gesetz der drei Himmel (Zhengyi) verkündete, woraufhin Zhang berufen war, als Himmelsmeister (Tianshi) gegen das Chaos auf Erden anzugehen, die Herrschaft der drei reinen Himmel zu errichten und die sechs anderen, verdorbenen Himmel und ihre Anhänger in die Hölle zu werfen. Zhang reformierte die volkstümliche Geisterreligion, die in Sichuan herrschte, regelte die Opferbräuche neu, schuf eine neue Ideologie und verfasste möglicherweise selbst Werke magischen Inhalts. Er vollzog Krankenheilungen, richtete Verwaltungsbezirke ein und missionierte im Volk. Die Bewegung des Zhang Daoling wurde Wudoumi Dao (Fünf-Scheffel-Reis-Bewegung) genannt, weil die Bekehrten als Steuer fünf Scheffel Reis zu entrichten hatten.
Im Jahr 156 soll er seinem Sohn Zhang Heng seine Insignien, ein Jadesiegel, zwei Schwerter und heilige Schriften, übergeben haben und in die Region der Unsterblichen aufgestiegen sein. Die Bewegung der Himmelsmeister wurde von seinem Sohn Zhang Heng und seinem Enkel Zhang Lu fortgeführt.
Zhang Daolings Legende wurde im Laufe der Jahrhunderte von Daoisten immer weiter ausgeschmückt. In den frühen Chroniken erscheint sein Einfluss als nicht so groß, möglicherweise war er nur ein Unsterblichkeitssucher, der aus einer unteren Schicht stammte, mit durch magische Symbole behandeltem Wasser Kranke heilte, daoistisch-magische Schriften verfasste, missionierte und als Lohn Reis einnahm. Sein Einfluss erstreckte sich nur auf Sichuan. Die Bewegung der Himmelsmeister wird erst mit Zhang Lu, dem Enkel Zhang Daolings genauer greifbar und Zhang Daolings Legende stammt möglicherweise aus der Tatsache, dass Zhang Lu eine Ahnenlinie zu seiner Legitimation brauchte.
Durch Ge Hong (oder Baopu Zi 283-343), einen späteren Daoisten und Alchemisten, der die Biographien der Unsterblichen schrieb, stieg Zhang Daoling dann zum Heiligen und unsterblichen Meister auf, der noch heute im Daoismus verehrt wird und dessen Legende später immer weiter ausgearbeitet wurde.